# Inmigración rumana en Argentina
La inmigración rumana en Argentina comenzó a fines del siglo XIX y principios del siglo XX. Coincide, en términos generales, con la masiva oleada de inmigrantes europeos que llegaron al país durante ese período. En términos numéricos, esta corriente fue notablemente inferior a la de otros pueblos de Europa del Este como checos, búlgaros y húngaros.

## Corrientes migratorias
A grandes rasgos se distinguen tres grandes corrientes de inmigrantes rumanos hacia la Argentina:
- la primera: desde fines del siglo XIX y hasta pasada la Primera Guerra Mundial. Los inmigrantes procedían sobre todo de las regiones ocupadas por los Imperio Austrohúngaro (Transilvania y Bucovina) y Ruso (Besarabia).
- la segunda: conformada particularmente por quiénes huían de los regímenes totalitarios (tanto nazi como comunista).
- la tercera: a partir de la década de 1990, tras la caída del régimen de Ceaușescu.

### Judíos rumanos
Como parte de la primera oleada de inmigrantes rumanos que arribaron a la Argentina, se destacan los colonos judíos que fundaron numerosos pueblos en Santa Fe y Entre Ríos, destacándose, entre ellos, los de Moisés Ville, Palacios, Las Palmeras y Monigotes. Muchas familias de nacionalidad rumana integraron estos grupos de pioneros.

## Cifras
Las estimaciones sobre el número de rumanos que llegaron a la Argentina no son precisas. La Embajada de Rumania en Argentina, sin embargo, ha podido reconstruir las siguientes cifras aproximadas (por fecha) sobre la base de archivos de reparticiones públicas (tanto argentinas como rumanas):
| Año  | Número aproximado de rumanos |
| ---- | ---------------------------- |
| 1895 | 825                          |
| 1912 | 4.264                        |
| 1937 | 8.045                        |

Estas cifras sólo incluyen a personas con la nacionalidad rumana. Según cálculos sobre rumanos y sus descendientes, estos podrían haber llegado a 36 mil en el año 1938.

## Instituciones
- En Buenos Aires: Asociación de los Sajones-Rumanos de Transilvania, Unión de Judíos Rumanos, Sociedad Deportiva "Transilvania", Unión de la Besarabia, Sociedad Cultural y Mutual Rumana y Sociedad de los Rumanos sin Distinción de Religión.
- En Rosario: Sociedad Rumana "Doctor Gheorghe Marinescu".

### Prensa rumana en Argentina
Según registros de la Biblioteca Nacional de Argentinala colectividad rumana en Argentina editó 6 publicaciones periódicas en lengua rumana entre 1934 y 1959. Ellas fueron:
- Corriente Rumana (1949-50)
- Cuvântul Românesc (1937)
- La Palabra Rumana (1934-1936 y 1939-1940)
- România Liberă (1943-1945)
- Tribuna Rumana (1932-33 y 1939)
- Yalta (1959).